# Clint (Film)
Clint ist ein deutscher Kurzfilm von Philipp Scholz aus dem Jahr 2008. Die vierminütige Anti-Raucher-Komödie wurde von der Hamburger Produktionsfirma The Fu King Production produziert. Der Film lief auf über 100 Filmfestivals weltweit und wurde mit 34 Preisen ausgezeichnet. 2010 wurde er für den Förderpreis Schnitt beim Film Plus Festival nominiert.

## Inhalt
Der Film zeigt, wie sich Clint und Mia verlieben. Dann stellt Mia den Kettenraucher Clint vor die Wahl, entweder die Zigaretten aufzugeben oder sie. Er will mit dem Rauchen aufhören, doch da plagen ihn Alpträume. Schließlich greift er wieder zur Zigarette. In diesem Augenblick verabredet sich Mia mit ihm. Es gelingt ihm, das Treffen aus der verqualmten Wohnung in den Park zu verlegen, doch auf wundersame  Weise gelangt die weggeworfene Kippe wieder zwischen seine Lippen. Mia registriert das und trennt sich per Ohrfeige.

## Auszeichnungen, Nominierungen und Aufführungen (Auswahl)
Der Film erhielt das Prädikat „besonders wertvoll“ von der Filmbewertungsstelle Wiesbaden und wurde nominiert für den Förderpreis Schnitt auf der Film Plus 2010 in Köln. Auf der KielNet Kurzfilmnacht 2011 in Kiel bekam er 2011 den 1. Platz (Publikumspreis) zugesprochen. Außerdem erhielt er die folgenden Preise und Auszeichnungen:
| 2010 - Best Comedy, Best Editing, Diamond Award – BIAFF, Bedford, U.K. - Best Camera – MCM Filmfest, Venlo, Holland - Best Editing – Festival Alto Vicentino, Italien - Best Comedy, Best Editing – Guernsey Lily Int. Film Festival, U.K. - Guernsey Lily Trophy – Guernsey Lily Int. Film Festival, U.K. - Diploma of Merit – Melbourne International Movie Festival, Australien - 1. Platz (Publikumspreis) – Kurzfilmslam, Haus III&70 Hamburg - 1. Platz (Publikumspreis) – Filmsalat 9, Verden - 1. Platz (Publikumspreis) – 14. Videonale, Berlin - 1. Platz (Publikumspreis) – Freiraum Kurzfilmfestival, Übersee - 1. Platz – Mudfest, Australien - 1. Platz – Barfilmtage, Coburg - 1. Platz – Vilsflimmern, Amberg - 1. Platz – Clip Award, Mannheim - 1. Platz – Tanke Shots, Halver | 2009 - Kurzfilm des Monats August – Filmbewertungsstelle Wiesbaden - Best Editing – Int. Film Festival OSFAF, Mazedonien - Special Diploma – Int. Film Festival, Tallinn, Estland - Goldmedaille des BDFA – FISH Rostock - Silbermedaille – UNICA Weltfestival des unabhäng. Films, Polen - Große Goldene Diana – Int. Filmfest Goldene Diana, Austria - Cookie des Jahres 2009 – Crank Cookie Kurzfilmtage, Passau - Judgement Movie Award 2009 – Wels, Austria - Beste Komödie – Kurzfilmfestival Landau - Filmpreis in Bronze – XXS Kurzfilmfestival Dortmund - 1. Platz (Publikumspreis) – Shortfilm Slam Hamburg - 1. Platz (Publikumspreis) – Shortfilmslam Lübeck - 2. Platz – Kurzfilmfestival Bunter Hund, München - 3. Platz – Deutscher Jugendvideopreis |